# Raveniola turcica
Espèce
Raveniola turcica est une espèce d'araignées mygalomorphes de la famille des Nemesiidae.

## Distribution
Cette espèce est endémique de la province de Diyarbakır en Turquie,. Elle se rencontre vers Silvan.

## Description
Le mâle holotype mesure 12,40 mm.

## Étymologie
Son nom d'espèce lui a été donné en référence au lieu de sa découverte, la Turquie.

## Publication originale
- Zonstein, Kunt & Yağmur, 2018 : A revision of the spider genus Raveniola (Araneae, Nemesiidae). I. Species from Western Asia. European Journal of Taxonomy, no 399, p. 1-93 (texte intégral).